# Katina Schubertová
Katina Schubertová (* 28. prosince 1961 Heidelberg) je německá krajně levicová politička, bývalá členka komunistické Partei des Demokratischen Sozialismus a současná místopředsedkyně Die Linke.
V roce 2007 kritizovala německou Wikipedii za to, že zobrazuje ve svých článcích nacistické symboly a podala trestní oznámení na nadaci, která za Wikipedií stojí. Po kritice, dokonce i ze strany svých spolustraníků, trestní oznámení stáhla.